# Октябрьский (Завьяловский район)
Октя́брьский — село в Завьяловском районе Удмуртии.

## География
Расположено в 7 км к востоку от центра Ижевска, находясь в непосредственной близости от границы города. Через село протекает река Чемошурка.

## История
Постановлением президиума ВС УАССР от 31 марта 1962 года вновь возникшему посёлку при Ижевской птицефабрике присваивается название Октябрьский и он включается в состав Чемошурского сельсовета Завьяловского района Удмуртской АССР. В 1966 году Чемошурский сельсовет преобразуется в Первомайский.
Постановлением Президиума Верховного Совета УАССР от 7 февраля из Первомайского сельсовета выделяется Октябрьский сельсовет с центром в посёлке Октябрьский, который в 1994 преобразуется в Октябрьскую сельскую администрацию, а в 2005 в Муниципальное образование «Октябрьское» (сельское поселение).
В 2004 году постановлением Госсовета Удмуртской республики, посёлок Октябрьский преобразовывается в село Октябрьский.

## Население
| 2010 | 2012  | 2021  |
| ---- | ----- | ----- |
| 3421 | ↘3407 | ↗7021 |

## Экономика и социальная сфера
Большая часть жителей села вовлечена в экономику Ижевска в форме маятниковой миграции.

Главным предприятием села является ОАО «Ижевская птицефабрика». Октябрьский, 35.

В Октябрьском работают:
- ООО СервисУралЭлектро. Октябрьский, 34.
- МБОУ «Октябрьская средняя общеобразовательная школа». Октябрьский, 39.
- 3 Детских сада. Октябрьский, 1 и 20; Полесская, 15.
- МУЧ «Культурный комплекс „Октябрьский“» (созданный на базе библиотеки). Октябрьский, 36, 37.

## Транспорт
В Октябрьский курсируют городские ижевские маршруты автобусов № 28, 32, 45, 400 (маршрутное такси) и пригородные № 281, 301, 304, 321, 331, 344, 357.

В километре от села расположена пассажирская железнодорожная платформа 45 км, на которой останавливаются пригородные поезда на Воткинск и Ижевск.